# Grant Wahl
Grant Wahl   (Mission, 2 de desembre de 1973 - Estadi Icònic de Lusail, 10 de desembre de 2022) va ser un periodista esportiu estatunidenc i analista de futbol de CBS Sports, escriptor sènior de Sports Illustrated i corresponsal de Fox Sports. També va ser l'autor del llibre The Beckham Experiment (2009).
La seva carrera en Sports Illustrated es va centrar principalment en el bàsquet universitari i el futbol als Estats Units. Wahl es va presentar a la presidència de la FIFA el 2011, però va retirar la seva campanya després de no rebre el suport d'una associació de futbol. Va deixar Sports Illustrated el 2020 i va fundar el seu propi podcast i butlletí Substack.
Wahl va morir a Lusail, Qatar, mentre cobria la Copa del Món de la FIFA 2022. Segons va explicar la seva dona dies després, va morir d'un aneurisma.

## Biografia
Wahl va néixer el 2 de desembre de 1973 a Mission, Kansas. Era seguidor dels Kansas City Comets, un equip local de futbol sala. Va assistir a la Shawnee Mission East High School. Era un Eagle Scout. Va estudiar a la Universitat de Princeton, on va obtenir una llicenciatura en Arts en Política el 1996.

## Carrera
Durant el seu primer any a la Universitat de Princeton, va cobrir l'equip de futbol masculí dels Tigers de Princeton, entrenat per Bob Bradley, que passaria a dirigir equips de la Major League Soccer i la selecció dels Estats Units. Bradley va oferir a Wahl l'oportunitat d'estudiar a l'estranger a l'Argentina, passant temps amb Boca Juniors, abans de tornar als Estats Units per a la Copa del Món de la FIFA de 1994. Bradley va contagiar la passió per l'esport a Wahl.
El 1996, Wahl va començar la seva carrera treballant amb el Miami Herald en pràctiques. A partir d'aquí, es va incorporar a Sports Illustrated el novembre de 1996, cobrint el bàsquet universitari i el futbol. Durant la seva carrera, Wahl va informar sobre 12 tornejos de bàsquet de la NCAA, vuit copes del món masculines de la FIFA, quatre copes del món femenines de la FIFA i cinc jocs olímpics. Wahl va obtenir el reconeixement de la crítica per la seva portada "Where's Daddy?" (1998), que va documentar el nombre creixent de fills il·legítims nascuts d'esportistes professionals. Des de llavors, va escriure nombroses històries de portada i perfils sobre esportistes. A més, Wahl va rebre quatre premis Magazine Story of the Year atorgats per la US Basketball Writers Association.
Wahl va ser ascendit a la posició d'escriptor sènior a Sports Illustrated l'octubre de 2000, on va cobrir sobretot el futbol tant per a la revista com per a SI.com. Va escriure més de 50 històries de portada per a la revista, inclosa una peça del 2002 sobre el jugador de secundària LeBron James. En el seu primer llibre, The Beckham Experiment (2009), Wahl es va centrar en el trasllat de 2007 de David Beckham a LA Galaxy a la Major League Soccer i el seu impacte a la lliga. Es va convertir en un best-seller del New York Times.
L'octubre de 2009, mentre cobria la quarta ronda de la classificació per a la Copa del Món de la FIFA 2010, a Wahl li van robar el telèfon i la cartera a punta de pistola a plena llum del dia a Tegucigalpa, Hondures; el mateix dia havia entrevistat el president interí d'Hondures, Roberto Micheletti, qui més tard es va disculpar amb Wahl per l'incident.
El febrer de 2011, Wahl va anunciar una possible candidatura per esdevenir president de la FIFA a les pròximes eleccions per derrocar al titular Sepp Blatter. No obstant això, es va retirar abans de la data límit oficial, després de no aconseguir el necessari aval d'almenys una associació de futbol. Com que Wahl havia estat tan a prop de poder-se presentar, la FIFA va modificar el seu procés de nominació presidencial per requerir l'aval d'almenys cinc associacions. Wahl es va unir a FOX Sports l'octubre de 2012 després d'haver participat en la cobertura de la xarxa del torneig de la UEFA Euro 2012 a principis d'aquest any.
El 2013, Sports Illustrated va llançar la seva secció de futbol, anomenada "Planet Fútbol", amb Wahl al capdavant. Va publicar el seu segon llibre, Masters of Modern Soccer, el 2018; va incloure entrevistes amb els millors jugadors i avaluacions dels seus estils de joc. El 10 d'abril de 2020, va ser acomiadat de Sports Illustrated després de criticar James Heckman, director general de l'editor de la revista Maven, per la seva gestió de les retallades salarials durant la pandèmia de coronavirus. En resposta, Heckman va criticar tant el treball de Wahl com el fet de no voler oferir-se voluntari per a una retallada de sou permanent. Es va incorporar a CBS Sports el 5 d'octubre de 2021, on es va convertir en analista de la seva cobertura dels partits de futbol de la CONCACAF, així com en consultor editorial de documentals de futbol per a Paramount+.
Wahl va establir el seu propi butlletí de notícies independent a Substack, anomenat Fútbol amb Grant Wahl pel seu propi podcast que ja tenia, l'agost de 2021. També va llançar una sèrie de podcasts sobre la carrera de Freddy Adu el 2020 que va ser distribuïda per Blue Wire Media. Mentre seguia els Estats Units fins a la Copa del Món de la FIFA 2022, Wahl es va veure atrapat per la repressió a Qatar contra articles amb un arc de Sant Martí en suport de la comunitat LGBT. Wahl va ser detingut durant uns 25 minuts fora d'un estadi portant la samarreta amb estampats de l'arc de Sant Martí, mentre que un periodista de The New York Times que estava amb ell també va ser detingut breument per funcionaris de Qatar. En la seva darrera entrada, publicada el 8 de desembre i titulada "Simplement no els importa", havia criticat els líders del comitè organitzador de Qatar per la seva apatia cap a la mort de treballadors migrants a les obres de construcció del país.

## Vida personal
Wahl estava casat amb Céline Gounder, una metgessa i periodista mèdica nord-americana especialitzada en malalties infeccioses i salut global. Es van casar l'any 2001 després de conèixer-se a la Universitat de Princeton, la seva alma mater.

## Mort
A primera hora del matí del 10 de desembre de 2022, una setmana després del seu 49è aniversari, Wahl es va ensorrar sobtadament a la sala de premsa de l'estadi icònic de Lusail de Qatar mentre cobria el partit de quarts de final entre l'Argentina i els Països Baixos. Els paramèdics locals van respondre ràpidament i el van tractar durant 30 minuts, inclosa la RCP, abans que Wahl fos transportat a un hospital, segons un comunicat de la seva dona. Va ser declarat mort a un hospital local.
Tot i que la causa de la mort, a primer cop d'ull, no va ser gaire clara, s'havia queixat poc abans de molèsties al pit i va buscar ajuda a la clínica mèdica del centre de mitjans de la Copa del Món, on li van dir que probablement tenia bronquitis. A la clínica li van donar xarop per a la tos i antibiòtics. Eric Wahl va dir que el seu germà havia rebut amenaces de mort i que creia que Wahl havia estat assassinat. També va declarar que la família estava en contacte amb funcionaris del Departament d'Estat dels Estats Units i de la Casa Blanca.
El president de la FIFA, Gianni Infantino, la Federació de Futbol dels Estats Units, la Major League Soccer, col·legues periodistes i altres figures del futbol americà i d'arreu del món van emetre declaracions lloant la carrera de Wahl. Una foto i flors es van col·locar al seu seient assignat a l'estadi Al Bayt durant un partit de quarts de final entre França i Anglaterra. També es va reproduir un vídeo-homenatge a l'estadi i durant les emissions de televisió als Estats Units. Després de la repatriació del cos als Estats Units, els seus familiars van sol·licitar que se li fes una autòpsia en un centre mèdic de Nova York i aquesta va determinar que el motiu de la defunció va ser un tipus d'accident cardiovascular conegut com a aneurisma aòrtic.

## Llibres
- Wahl, Grant (2009). The Beckham Experiment. Crown. ISBN 0-307-40787-X.
- Wahl, Grant (2018). Masters of Modern Soccer: How the World's Best Play the Twenty-First-Century Game. Crown. ISBN 9780307408600ISBN9780307408600.